# Akifumi Shimoda
Akifumi Shimoda (jap. 下田 昭文, Shimoda Akifumi; * 11. September 1984 in Sapporo, Japan) ist ein japanischer Boxer im Superbantamgewicht.

## Profi
Am 18. Januar im Jahre 2003 gab er erfolgreich sein Profidebüt. Am 31. Januar 2011 wurde er Weltmeister der WBA, als er Ryol Li Lee durch einstimmige Punktentscheidung bezwang. Diesen Gürtel verlor er allerdings bereits in seiner ersten Titelverteidigung im Juli desselben des Jahres an Rico Ramos durch klassischen K. o. in Runde sieben.